# Борис I
Вижте пояснителната страница за други личности с името Борис.
Княз Борѝс I (срещан и като Богор, Богорис; на гръцки: Βόωρίς; Βόγορίς), почитан от Православната църква като Св. Княз Борѝс I (Михаил) Покръстител е български владетел, който налага християнството и въвежда славянската писменост в България. Той управлява от 852 до 889 г. и отново за кратко през 893 г., когато детронира първородния си син Владимир Расате и възкачва на престола другия си син Симеон.

## Имена и титли
Някои езиковеди и историци (В. Бешевлиев, Р. Рашев) считат, че името произлиза от тюрко-алтайското „барс“ – тотем на етническата група барсили. Други, като акад. Димитър Дечев, свързват Борис със славянската или българска „брань“ или „боря се“.
В политическото противопоставяне между Константинопол и Рим и техните църковни метрополии в частност Борис успява умело да лавира и с дипломация преодолява хегемонията на съседите си. След официалния акт на покръстването му Борис приема християнското име Михаил. В исторически изследвания е наричан Борис-Михаил, на името на покръстителя си – византийския император Михаил, за което Фотий пише:
| „ | на от Бога орисания Богорис, извършил дело, с което се издигна до деянието и подражанието на великия Константин | “ |

Преки свидетелства за титлата, използвана от Борис, са негови печати и надписът, намерен край село Балши, Албания. В тях той е наречен „архонт на България“, превеждана обикновено като „владетел“. Канонизиран е като светец скоро след смъртта му. Българската църква в наши дни го почита под името Свети Цар Михаил Борис, макар че приживе той никога не е носил царско достойнство. Показателна за дълбоката почит към княза покръстител сред неговите съвременници е приписката на Тудор Доксов (племенник на Борис I) от 907 г.: 
| „ | „В същата година, на втория ден от месец май, в събота вечер почина рабът божи – бащата на този княз [Симеон], – великият и почтеният, и благоверният наш господар княз български, именуван Борис, а християнското му име е Михаил. | “ |

В „Списъка на българските архиепископи“, съставен от архиепископа на Охрид Йоан Комнин в средата на XII век, Борис е наречен „василевс на българите“ (на гръцки: Βορισου βασιλεως Βουλγαρων). Така този по-късен византийски автор пренася върху Борис царската титла, която възприел за пръв път неговият син Симеон.
Въпреки че в нито един автентичен старобългарски извор не е засвидетелствана за нито един български владетел титлата „княз“ или „хан“, а Васил Златарски констатира, че още Йосиф Генезий и Теофан Продължител титулуват Омуртаг владетел на българите (на гръцки: Μορτάγων ό των Βουγάρων βασιλεύς), в съвременната историография Борис е наричан с различни титли, по аналогия на много по-късни руски и др. текстове. Повечето автори приемат, че той променя титлата си при приемането на християнството. Според тях, преди покръстването той използва титлата хан или кан, а след това – княз.

## Войни на запад
В началото на Борисовото управление българите влизат в серия безуспешни военни конфликти с Източнофранкското кралство, Византия и Хърватия. Византийският император Константин Багренородни пише накратко за един неуспешен поход на Борис в съседното Сръбско княжество, при който престолонаследникът Владимир заедно с 12 велики боили попада в плен. Тогава, от скръб по сина си, Борис се вижда принуден да сключи мир.
През 862 – 863 г. Борис I сключва военен съюз с крал Лудвиг II Немски и преговаря с него за приемане на християнството в България от Римокатолическата църква. За да разруши съюза, Византия в коалиция с Великоморавия и Хърватия започва през 863 г. война срещу България. За Борис I тази война е неуспешна и това разклаща значително влиянието на българите в среднодунавските земи.
В отговор на молбите на Ростислав през есента на 863 г. Византия нахлува отново в българските земи. Там не срещат сериозен отпор, тъй като българските войски са заетите на запад на моравската граница. Започват преговори и впоследствие е сключен мирен договор между България и Византия. Борис I се задължава да разтрогне съюза си с немския крал Лудвиг и заедно с народа си да приеме източноправославното християнство от Константинополската патриаршия.

## Покръстване
Българският владетел, според някои четения на част на надписа от албанското село Балши (бившия български средновековен град Главиница) близо до град Берат (бившия български средновековен град Бѣлградъ / Бѣлиградъ), приема християнството тайно, за да избегне засилването на съпротивата сред някои прослойки на народа. Въз основа на същия надпис Тадеуш Василевски и Моско Москов считат, че покръстването се е извършило през 866 г. Към запазения текст „…ари…орис, преименуваният Михаил заедно с дадения му от Бога народ в лето 6374“ (на гръцки: …αρι…ορης ο μετοτομασθεις Μιχαηλ συν τω εκ θ[εο]υ δεδομενω αυτω εθνει ετους ςτο), Васил Златарски добавя предполагаемия унищожен текст „Покръсти се от Бога архонтът на България Б…“ (на гръцки: Εβαπτισθη ο εκ θ[εo]υ αρχων Βουλγαριας Β…) и приема, че годината на покръстването е 865, която била „лето етх бехти“ от приписката на Тудор Доксов. Михаил Ласкарис отхвърля допълването на Балшинския надпис от Златарски като неправилно и посочва, че той не може да бъде свързван с акта на покръстването. Андре Ваян изказва несъгласие с интерпретацията на „лето етх бехти“ от Златарски, считайки, че този израз няма нищо общо с цикловия календар, използван от българите. Контестациите на Ласкарис и Ваян са приети от Петър Петров, който също счита, че този надпис не се отнася за покръстването, а е за отбелязване на границата, като приема годината 864 г. – теза и на Голубинский, Соколов, Лавровский, М. Ласкарис, А. Ваян, Петър Мутафчиев, Васил Гюзелев – превърнала се напоследък в официално приемана версия, въпреки някои възражения на Иван Снегаров и Димитър Ангелов. Българският владетел приема името на своя 24-годишен „духовен отец“ – византийския император Михаил III Пияницата. Приемането на християнството води и до законодателни промени.
Непосредствено след покръстването избухва бунт в средите на няколко недоволни български провинциални (от комитатите) боляри. Техните основни опасения са от засилващото се византийско влияние. Бертинските летописи описват как Борис с малцината си верни успява, не просто да се спаси, а да потуши бунта и плени противника. Князът наказва със смърт организаторите и техните близки – общо 52 рода. Според някои изследователи се касае само за „52-ма наказани със смърт“. Същото четем и в Бертинските летописи: „... Обаче царят наказал със смърт [само] петдесет и двама от болярите, които най-много бунтували народа против него, а на останалия народ позволил да си отиде навредим...“.

## Българска църква
Отказът на Византия и на Константинополската патриаршия да признае самостоятелна българска църква принуждава Борис I да търси сближаване с папата в Рим. Български пратеници занасят списък със 115 въпроса до папата и са посрещнати с голяма радост. Отговорите на папа Николай I – 105 на брой, съставени от Анастасий Библиотекар са прости и ясни. Основният въпрос на българския владетел е относно ръкополагането на главата на българската църква за патриарх. В България са изпратени кардинал Формоза Портуенски, епископ Павел Популонски и свещеници. В своя избор за архиепископ на България, Борис се спира върху кардинал Формоза Портуенски, бъдещ папа в периода 891 – 896 г.
През 867 г. български пратеници пристигат в Рим с молба папата да назначи Формоза. Папа Николай I отказва. На 13 ноември 867 г. Николай I умира и новият папа Адриан II още по-решително се противопоставя на назначаването на кардинал Формоза за глава на Българската църква. В България са изпратени други двама епископи – Гримуалд Полимартийски и Доминик Тривенски. Папата предлага на Борис да избере за архиепископ на България някой от тях или Павел Популонски. Борис отправя ултимативно искане за български архиепископ да бъде ръкоположен дякон Марин или някой от кардиналите на папата. Въпросът е не толкова до съответната личност, а до това кой ще определи главата на българската църква. И това искане на Борис е отхвърлено. Този отказ се оказва съдбоносен за българо-римските отношения. Борис отново започва преговори с Константинопол.
На Четвъртия Константинополски събор (869 – 870 г.), на извънредно заседание, състояло се след закриването на събора на 4 март 870 г., българският църковен въпрос е решен чрез компромис – учредява се български църковен диоцез, начело на който е поставен гъркът Георги, с титла „митрополит на Дръстър“ (дн. Силистра) (870 – ок. 886 г.), със седалище в Плиска, директно подчинен на Константинополската патриаршия. Папските пратеници получават голям подкуп и са изпратени обратно в Рим. Българската църква има седем митрополии и е устроена по византийски модел, като са възприети духовните санове хартофилакс, синкел, екзарх. Единствено църковникът е сан с български произход.
През 879 г. на патриаршеския престол в Константинопол сяда за втори път патриарх Фотий и свиква нов църковен събор. На 24 декември 879 г. Фотиевият събор постановява, че Константинополската патриаршия повече няма да ръкополага в България дори да бъде отправена подобна молба. На практика това означава, че Българската църква става автокефална (самостоятелна). Начело на българската църква застава Йосиф I, архиепископ и първи български патриарх, който провежда прославянската политика на Борис и по-късно на Симеон.

## Българска писменост
По същото време княз Борис приема радушно учениците на Кирил и Методий – Наум, Ангеларий и Климент, изпращайки Климент Охридски като епископ в Охрид със задачата да създаде книжовна школа в областта Кутмичевица. През 893 г. Климент е заменен в Охрид от Наум. Борис, както и Симеон, уреждат просвещението на българите в Охрид и славянската книжовност.

## Късни години
След продължително 36-годишно управление, през 889 г. Борис се отказва доброволно от престола в полза на сина си Владимир-Расате и се оттегля в манастир.
Неумелата антивизантийска политика на Владимир-Расате, съпроводена с опит за възстановяване на езичеството, принуждава княз Борис I да напусне манастира и да предприеме решителни мерки. Той сваля Владимир-Расате от престола, ослепява го и го хвърля в тъмница. Непосредствено след това свиква народен събор, на който оповестява, че поставя Симеон на престола, както и преместването на столицата от Плиска във Велики Преслав.
Преславският църковно-народен събор от края на 893 или началото на 894 г. е едно от най-значимите събития в епохата на Първата българска държава и на княз Борис I, на който събор се решава следното:
1. Княз Владимир да бъде детрониран и на престола да се възкачи брат му Симеон. Във връзка с това е приета промяна в принципа на унаследяване княжеската власт, съгласно която владетелят може да бъде наследен от своя брат. Дотогава единствено синът на владетеля е приемник на престола. Промяната е отразена от Йоан Екзарх в неговия Шестоднев.
2. Столицата на България да бъде преместена от Плиска в Преслав.
3. Византийското духовенство в страната да бъде прогонено и заменено с български клирици. Известно е, че през 893 г. Климент Охридски става епископ на Драгвиста и/или Велица.
4. Българският език да замени гръцкия в богослужението. С това той става официален език на българската държава.

## Брак и потомство
Известно е, че съпругата на княз Борис се е наричала Мария. От нея князът има четирима сина и две дъщери: Владимир Расате, Гавриил, Симеон I, Яков, Евпраксия Българска и Анна Българска.

## Значение
Борис I има голям принос за въвеждането и разпространяването на българската писменост, като приема учениците на Кирил и Методий през 885 г.

## Памет
Заради значението на личността на цар Борис-Михаил, той е обявен за светец. В православната църква паметта му се отбелязва на 2-ри май, когато е празникът му спрямо календара на Българската православна църква и на Вселенската патриаршия. У нас на 2-ри май паметта на свети цар Борис-Михаил почита и Католическата църква от източен обред (униати).
По време на всяка една литургия Българската православна църква споменава името на свети цар Борис-Михаил като покръстител на българския народ .
В тропара от службата в чест на свети цар Борис-Михаил се пее:
„Изпълнен със страх Божи, богоблажени царю Борисе, станал си жилище на Светия Дух: утвърдил Христовата вяра, оставил си царския престол и жезъл. И, заселил се в пустинята, разцъфтял си в подвизи и си намерил благодат пред Господа. А сега, застанал пред престола на Всевишния, моли Христа Бога да дарува на народа ни мъдрост и сила, а на нас, молещи теб, спасение на душите ни.“
В България има няколко храма, посветени на свети цар Борис-Михаил, но за момента няма посветени нито един манастир в негова чест, нито катедрален храм в столицата София. Сред храмовете в чест на свети цар Борис-Михаил са:
- синодален параклис „Свети цар Борис-Михаил Покръстител“ - намира се в Синодалната палата в София. Един от най-важните храмове на Българската православна църква - в него се извършват каноническите избори на нови митрополити на БПЦ. Параклисът е на пряко подчинение на Светия синод[35];
- катедрален храм „Свети Николай и свети цар Борис Михаил“ - намира се в Стара Загора. Осветен е на 20-ти декември 1909 година[36]. Черквата е катедрален храм на Старозагорска епархия;
- черква „Свети цар Борис“ - в село Белгун, община Каварна. Част от Варненска и Великопреславска епархия на БПЦ;
- черква „Свети цар Борис“ - във Варна. Построена е през 1923 година[37]. Част от Варненска и Великопреславска епархия на БПЦ;
- черква „Свети цар Борис“ - в село Камена, община Петрич. Част от Неврокопска епархия на БПЦ;
- черква „Свети цар Борис I“  - в село Краево, община Ботевград. Осветена е през 1944 година. Част от Ловчанска епархия на БПЦ;
- черква „Свети цар Борис I Михаил“ - в Момчилград, област Кърджали. Храмът е построен през 1938-1939 година. Част от Пловдивска епархия на БПЦ;
- черква „Свети цар Борис-Михаил“ -  в град Плиска, община Каспичан. Част от Варненска и Великопреславска епархия на БПЦ;
- черква „Свети цар Борис“ - в Разград. Строежът на храма започва през 2013 година и завършва през 2023 година[38]. Предстои изписване на черквата и нейното освещаване. Част от Русенска епархия на БПЦ;
- черква „Свети цар Борис“  - в село Ракево, община Криводол. Храмът е осветен на 27 октомври 1940 година от Врачански митрополит Паисий[39]. Част от Врачанска епархия на БПЦ;
- черква „Свети цар Борис-Михаил“ - намира се в село Светлен, община Попово. Храмът е построен през 2005 година[40]. Част от Русенска епархия на БПЦ;
- черква „Свети цар Борис-Михаил“  - в град Септември. Храмът е осветен е през октомври 2019 година от Пловдивски митрополит Николай и викарните му епископи Арсений и Яков[41]. Част от Пловдивска епархия на БПЦ;
- черква „Свети цар Борис Покръстител“ - в село Скала, община Дулово. Осветен е през 2017 година от Доростолски митрополит Амвросий. Част от Доростолска епархия на БПЦ[42];
- черква „Свети цар Борис“ -  в квартал „Овча купел“ в София[43]. Част от Софийска епархия на БПЦ;
- черква „Свети цар Борис I-Михаил Покръстител“ - в село Стрелци, област Пловдив. Част от Пловдивска епархия на БПЦ;
- черква „Свети цар Борис“ - в Триград, община Девин. Част от Пловдивска епархия на БПЦ;
- черква „Свети цар Борис“ - в Царево, област Бургас. Храмът е построен през 1936 година с помощта на цар Борис III и царица Йоанна[44]. Черквата е част от Сливенска епархия на БПЦ;
- черква „Свети цар Борис“ - в село Цонево, област Варна. Част от Варненска и Великопреславска епархия на БПЦ;
- параклис „Свети цар Борис I-Михаил“  - в село Минерални бани, област Хасково. Осветен е през 2017 година от Пловдивски митрополит Николай[45]. Част от Пловдивска епархия на БПЦ;
- параклис „Свети цар Борис“ - в село Рупите, община Петрич. Част от Неврокопска епархия на БПЦ;
- параклис „Свети цар Борис Покръстител“ - в Сливен. Осветен е през 2012 година от Сливенски митрополит Йоаникий[46]. Част от Сливенска епархия на БПЦ;
- параклис „Свети цар Борис“ - в София в строеж. Намира се в двора на Академията на МВР във вилна зона „Американски колеж“ в „Младост-4“. Първата копка на параклиса е направена през юли 2020 година от Белоградчишки епископ Поликарп, викарий на Софийския митрополит и Български патриарх Неофит[47]. Част от Софийска епархия;
- дворцов параклис „Свети цар Борис-Михаил Покръстител“ - намира се в двореца „Врана“ в София. Параклисът е осветен от митрополит Партений на празника на свети цар Борис на 2-ри май 1914 година. През 2017 година патриарх Неофит връща олтарната икона на свети цар Борис, изнесена от параклиса през 1947 година заради превземането на двореца от комунистите[48].
- параклис „Свети цар Борис“ - в Шумен. Част от Варненска и Великопреславска епархия на БПЦ.

На свети цар Борис-Михаил е посветен и катедралният храм на Западно и Средноевропейската епархия на БПЦ. Черквата се намира в Берлин и е осветена на 29-ти май 2005 година от епархийския митрополит Симеон и Тивериополски епископ Тихон, викарий на епархията. През 2016 година е открит епархийски социален център към катедралния храм - той е осветен от новия Западно и Средноевропейски митрополит Антоний заедно с  Великотърновски митрополит Григорий, Пловдивски Николай и Велички епископ Сионий. През 2022 година към катедралния храм „Свети цар Борис Покръстител“ е открит и официалният офис на епархията, изпълняващ функцията на митрополитска сграда.
На свети цар Борис-Михаил е посветена и българската църковна община във Франкфурт на Майн, Германия. Църковната община е създадена през 2001 година като сдружение с идеална цел, а през 2013 година преминава към Западно и Средноевропейската епархия на БПЦ.
На княз Борис I са посветени седем от действащите училища в момента в България - в Бургас, Варна, Асеновград, Златоград, Шумен, Никола Козлево и Садово (област Пловдив).
Две читалища в страната също са посветени на цар Борис I - читалището в село Бистрица, Столична община -  „Свети цар Борис I-ви 1909“, както и читалището в квартал „Лозенец“ в София - „Свети цар Борис I-ви 2014“.
На княз Борис I е наречена улица в Центъра на София (Карта).